# Lorenzo Kamel

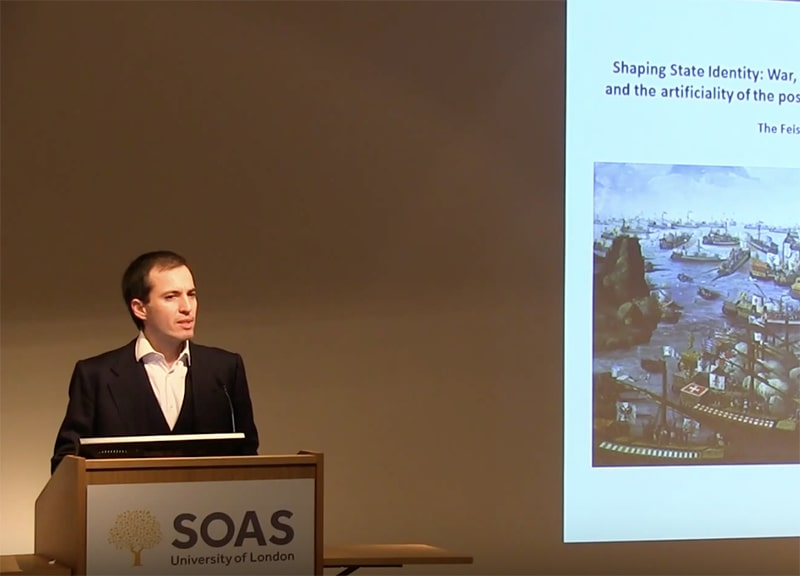
Lorenzo Kamel durante una lezione alla SOAS (School of Oriental and African Studies) dell'Università di Londra

Lorenzo Kamel (Roma, 1º ottobre 1980) è uno storico e saggista italiano.

## Biografia
Ha conseguito un Master biennale in "Israeli Society & Politics" all'Università Ebraica di Gerusalemme e un dottorato di ricerca in Storia all'Università di Bologna, ottenendo in seguito incarichi di insegnamento e ricerca in numerose università in Europa, America e del Vicino Oriente, inclusa l'Università di Friburgo in Brisgovia — dove è stato "Marie Curie Experience Researcher" e ha insegnato "Storia del Medio Oriente moderno e contemporaneo" — l'Università di Harvard — presso cui ha afferito per quattro anni, due dei quali come Resident Post-Doctoral Fellow, — nonché l’Università di Bologna, l'Università Birzeit di Ramallah, l'Università Bilkent di Ankara, l'Università di 'Ayn Shams del Cairo e l'Università Ebraica di Gerusalemme. 
Dal 2018 è Professore associato di Storia contemporanea presso l’Università degli Studi di Torino, — dove è titolare dei corsi di "Entangled Histories: India, Sub-Saharian Africa and the Middle East", "History of the Middle East and North Africa", e "Colonial Spaces and Post-Colonial Studies: History and Methodologies" — membro della direzione di Passato e Presente, e direttore delle collane editoriali dell’Istituto Affari Internazionali (IAI).

## Accoglienza scientifica
Riguardo The Middle East From Empire to Sealed Identities, Nicholas Doumanis, autore di Before the Nation e storico della University of New South Wales, ha scritto che si tratta di «uno dei libri più autorevoli che siano mai stati scritti sul tema del passaggio dall’impero agli stati nazione». Beth Baron, Distinguished Professor alla City University di New York (CUNY) e Presidente dal 2015 al 2017 della "Middle East Studies Association" (MESA), ha scritto che si tratta di «un libro destinato a lasciare un segno importante nella letteratura», mentre Brian A. Carlos, della University of Colorado Boulder, ha scritto che si tratta di un libro «avvincente», che si pone in scia cronologica «ai più interessanti libri scritti sul Mediterraneo pre-moderno».
Circa Imperial Perceptions (2015), Moshe Ma'oz, Professore Emerito di "Studi Islamici" all'Università Ebraica di Gerusalemme, ha scritto che il libro «è un must per chiunque abbia interesse a decostruire il presente della nostra regione».
Sara Roy (Harvard) ha scritto che si tratta di "uno studio poderoso e veramente illuminante". Nazmi Jubeh (Birzeit University) ha notato che "il libro apre nuovi sentieri per leggere sotto una nuova luce un periodo cruciale della storia del Medio Oriente", mentre per Ilaria Porciani si tratta di "uno straordinario lavoro accademico".
Secondo la Cambridge Review of International Affairs il libro "espande la letteratura esistente con un testo frutto di ricerche approfondite, un libro imparziale, che senza dubbio colma una lacuna nella storiografica su questi temi". Michael R. Fischbach ha notato sul Journal of Palestine Studies che si tratta di una «affascinante e convincente analisi interpretativa», Marica Tolomelli, su Storicamente, ha sottolineato che il libro è scritto con «ammirevole maestria sia teorica che metodologica».
Israele-Palestina. Due Storie, una Speranza (Editori Riuniti 2008) è stato recensito sui maggiori giornali e quotidiani italiani, come «un libro scritto con una chiarezza davvero eccezionale, che ricorda la migliore storiografia inglese», come «un raro esempio di chiarezza e di professionalità». Daniele Mastrogiacomo su "La Repubblica" ha scritto che «il libro di Kamel non è l’ennesimo trattato sui torti e le ragioni di due popoli che rivendicano la stessa terra. Ma uno studio approfondito sulle origini storiche e i diversi momenti che, negli anni, hanno creato le premesse per una guerra locale, ma globalizzata per le conseguenze che produce in tutto il pianeta».

## Premi
Ha ricevuto diversi riconoscimenti in Italia e all’estero, tra cui il Premio Internazionale Giuseppe Sciacca 2010, il primo premio della sezione accademica del Palestine Academic Book Award 2016 e il Fritz-Thyssen Grant.

## Media
Editorialista per quotidiani italiani ed esteri, è di frequente ospite in programmi di approfondimento (Rai 1, Mediaset, Sky e RadioRai).

## Selezione opere
- History Below the Global, Routledge, Londra 2024. ISBN 9781032730875
- Napoleone e Muhammad 'Ali. Medio Oriente e Nord Africa in epoca tardo moderna e contemporanea, Mondadori, Milano 2022. ISBN 9791220600590
- Terra Contesa, Carocci, Roma 2022. ISBN 9788829014507
- Ripensare la Storia. Prospettive Post-Eurocentriche, Mondadori Education, Milano 2021. ISBN 9788800789455
- Sciismo e Potere. Il Peso della Storia tra Iran, Libano e Iraq, Istituto per l'Oriente C.A. Nallino, Roma 2020. ISBN 9788800789455
- The Middle East from Empire to Sealed Identities, Edinburgh University Press, Edinburgh 2019. ISBN 1474448941
- Collapse and Rebirth of Cultural Heritage: the Case of Syria and Iraq, Peter Lang, New York 2020. ISBN 9783034341271
- The Middle East: Thinking About and Beyond Security and Stability, Peter Lang, New York 2019. ISBN 9783034338929
- The Frailty of Authority: Borders, Non-State Actors and Power Vacuums in a Changing Middle East, Ed. Nuova Cultura, Roma 2017. ISBN 9788868128289
- Changing Migration Patterns in the Mediterranean Region, Ed. Nuova Cultura, Roma 2015. ISBN 9788868125967
- Imperial Perceptions of Palestine: British Influence and Power in Late Ottoman Times, 1854-1923, I.B. Tauris, Londra e New York 2015. ISBN 9781784531294
- Dalle Profezie all’Impero: L’espansione dell’Occidente nel Mediterraneo orientale, 1798-1878, Carocci, Roma 2015. ISBN 9788843076307
- Arab Spring: A Decentring Research Agenda, Routledge, Londra 2016 (con D.Huber). ISBN 9781138999664
- Decolonizing (Knowledge on) Euro-Mediterranean Relations: Insights on Shared Histories and Future, ENC, Roma 2022. ISBN 9788833654911
- L’Alternativa. Oltre i muri (mentali e fisici) della Terra Santa. Editori Riuniti University Press, Roma 2011. ISBN 9788864730622
- Israele-Palestina. Due storie, una speranza. Editori Riuniti University Press, Roma 2008, ISBN 9788835960553